# Bir Gandus
Bir Gandus, Bir Gandús, Bir Gandouz ou Anzarane é um vilarejo do extremo sul do Saara Ocidental, um território administrado de facto por Marrocos, que o considera parte do seu território. É capital da província de Aousserd e da região de Oued Ed-Dahab-Lagouira. Segundo o censo marroquino de 2004 tinha 3 864 habitantes.
Situa-se 30 km a norte da fronteira com a Mauritânia, a cerca de 260 km a sul-sudoeste de Dakhla e cerca de 250 km a oeste-sudoeste de Aousserd, a antiga capital provincial (distâncias em linha reta).
Na localidade funciona um posto militar marroquino e é nela que se faz o controle de passaportes das entradas e saídas para a Mauritânia.